# Caloptilia roscipennella
Caloptilia roscipennella là một loài bướm đêm thuộc họ Gracillariidae. Nó được tìm thấy ở khắp central và miền nam châu Âu.
Con trưởng thành bay từ tháng 8 đến tháng 5 và hibernate.
Ấu trùng ăn Juglans regia. Chúng ăn lá nơi chúng làm tổ. Pupation under a silk membrane in a conical roll at the edge of a leaf.